# Bisbat de Kalookan
El bisbat de Kalookan (anglès: Diocese of Kalookan; tagalo: Diyosesis ng Kalookan; llatí: Dioecesis Kalookana) és una seu de l'Església catòlica a Filipines, sufragània de l'arquebisbat de Manila.
Al 2021 comptava amb 1.184.000 batejats d'un total de 1.330.840 habitants. Actualment està regida pel bisbe cardenal Pablo Virgilio Siongco David.

## Territori
La diòcesi comprèn tres ciutats de la Regió Capital Nacional de les Filipines: Caloocan (només la part meridional), Malabon i Navotas.
La seu episcopal és la ciutat de Caloocan, on es troba la catedral de Sant Roc.
El territori s'estén sobre 45 km² i està dividit en 31 parròquies

## Història
La diòcesi va ser creada pel papa Joan Pau II el 28 de juny de 2003 a través de la seva carta apostòlica Quoniam Quaelibet. La diòcesi va ser erigida canònicament el 22 d'agost de 2003, amb la instal·lació del seu primer bisbe, Deogracias S. Iñiguez, aleshores bisbe d'Iba, Zambales. Amb la dimissió d'Iñiguez el 25 de gener de 2013, el bisbe auxiliar d'Antipolo Francisco M. De Leon va ser nomenat administrador apostòlic de la diòcesi. El 14 d'octubre de 2015, el Papa Francesc va nomenar a Pablo Virgilio S. David, bisbe auxiliar de l'arxidiòcesi de San Fernando a Pampanga, com a segon bisbe de Kalookan i instal·lat el 2 de gener de 2016.
El 6 d'octubre de 2024, el papa Francesc va nomenar cardenal al bisbe David a partir del 7 de desembre de 2024. És el desè filipí a unir-se al Col·legi de Cardenals, el tercer filipí nomenat cardenal pel papa Francesc, el primer cardenal de la diòcesi de Kalookan i el primer cardenal de qualsevol diòcesi de les Filipines. El 23 d'octubre, el Sínode dels Bisbes va escollir David membre del Consell Ordinari de la Secretaria General del Sínode.

## Cronologia episcopal
- Deogracias Soriano Iñiguez (28 de juny de 2003 - 25 de gener de 2013 renuncià)
  - Sede vacante (2013-2015)[7]
- Pablo Virgilio Siongco David, des del 14 d'octubre de 2015

## Estadístiques
A finals del 2021, la diòcesi comptava amb 1.184.000 batejats sobre una població de 1.330.840 persones, equivalent al 89,0% del total.
| any  | població  | població  | població | sacerdots | sacerdots       | sacerdots       | sacerdots             | diàques | religiosos | religiosos | parroquies |
| ---- | --------- | --------- | -------- | --------- | --------------- | --------------- | --------------------- | ------- | ---------- | ---------- | ---------- |
| any  | batejats  | total     | %        | total     | clergat secular | clergat regular | batejats por sacerdot | diàques | homes      | dones      |            |
| 2003 | 1.099.270 | 1.221.412 | 90,0     | 40        | 26              | 14              | 27.481                |         | 14         | 33         | 26         |
| 2004 | 1.090.108 | 1.221.404 | 89,3     | 54        | 37              | 17              | 20.187                |         | 20         | 46         | 26         |
| 2006 | 1.121.000 | 1.254.000 | 89,4     | 42        | 21              | 21              | 26.690                |         | 21         | 53         | 26         |
| 2011 | 1.200.334 | 1.348.689 | 89,0     | 43        | 22              | 21              | 27.914                |         | 21         | 49         | 26         |
| 2013 | 1.173.422 | 1.269.243 | 92,5     | 42        | 21              | 21              | 27.938                |         | 21         | 49         | 26         |
| 2016 | 1.133.610 | 1.273.609 | 89,0     | 49        | 26              | 23              | 23.134                |         | 23         | 49         | 26         |
| 2019 | 1.152.160 | 1.295.000 | 89,0     | 63        | 37              | 26              | 18.288                |         | 26         | 49         | 31         |
| 2021 | 1.184.000 | 1.330.840 | 89,0     | 71        | 37              | 34              | 16.676                |         | 34         | 60         | 31         |